# Hilo Wilson Estevam de Andrade
Hilo Wilson Estevam de Andrade foi um político brasileiro do estado de Minas Gerais. Foi deputado estadual em Minas Gerais, durante o período de 1959 a 1967 na 4ª e na 5ª legislatura, pelo PSD.